# Большая засечная черта
Большая засечная черта — протяжённая засечная черта против крымско-ногайских набегов на Русь, построенная в эпоху Ивана Грозного.

## История
Сооружение Большой засечной черты к югу от Москвы начал в 1521 году Василий III Иванович. Основной участок Большой засечной черты тянулся от брянских лесов на сотни километров до Переяславля-Рязанского, проходя параллельно окскому Берегу и дублируя его как оборонительный рубеж. Отдельная юго-восточная часть Большой засечной черты охраняла рубежи рязанской земли и тянулась от Скопина до Шацка.
Строительство Большой засечной черты было закончено в 1566 году. В том же году Иван Грозный проверял её готовность в районе Козельска, Белёва, Болхова и в других местах. Большая засечная черта состояла из отдельных участков — засек. Оборонительные сооружения создавались из лесных завалов-засек, чередовавшихся с частиками (частоколами), надолбами, земляными валами и рвами в безлесных промежутках. Глубина полосы засек местами достигала 20—30 км. Для засечной черты использовались также местные естественные препятствия: реки, озёра, болота, овраги. На лесных дорогах ставились укрепления-крепостцы, башни, которые были вооружены пушками. Здесь же селились и ратные люди. Оборона засек возлагалась на пограничную засечную стражу, состоявшую из жителей окрестных селений, собираемых по 1 человеку на 20 дворов. Эту задачу она решала совместно с гарнизонами городов-крепостей, которые насчитывали в каждом от нескольких сотен до 1,5 тысяч человек. Засечная стража была вооружена топорами, пищалями, от казны получала по два фунта пороха и столько же свинца. Засечная стража (ополчение) насчитывала во второй половине XVI века до 35 тысяч ратных людей. Они охраняли черту «станицами» (отрядами), высылавшими от себя «сторожей» (разъезды), которые наблюдали за обширным районом перед засечной чертой. Засеками ведали засечные приказчики, воеводы, головы, которым подчинялись поместные и приписные сторожа. Всей засечной чертой управлял пушкарский стол Рейтарского приказа (конец XVII века). Для покрытия расходов по укреплению засечной черты с населения собирались специальные подати — засечные деньги.
Лесистые участки засек представляли большие удобства для обороны и надёжные убежища для населения при нашествии врага. Засеки назывались по месту их расположения, например Тульская, Каширская, Шацкая и др. В лесах, где проходила засечная черта, запрещалась рубка леса и прокладывание новых дорог и троп. За порчу засечных сооружений и порубку леса взимался штраф. Население проходило через засечную черту только в определённых местах — засечных воротах.
Засечная черта служила не только для пассивной, но и для активной обороны и являлась рубежом, к которому стягивалось войско из укреплённых городков и тыла страны. В районе засечной черты располагалось и постоянное полевое войско, размещавшееся в Переяславле-Рязанском, Михайлове, Пронске, Венёве, Болхове, Туле, Ельце, Черни, Епифани, Богородицке, Дедилове, Крапивне, Одоеве, Новосиле, Ефремове, Данкове, Скопине, и Мценске. В 30-х годах XVII века основной линией обороны полевого войска были Рязань, Тула, Одоев. Штаб его находился в Туле, а передовой полк — в Мценске. В 1616 году в полевом войске было 6 279 человек, в 1636 году — 17 005 человек.
В 1638 году были предприняты крупные работы по восстановлению засечной черты, которая за период Смутного времени была заброшена и местами сильно разрушена. Составлено также её описание. В 1659—1660 и 1676—1679 годах вновь предпринимались попытки возобновления засечной черты, но, поскольку границы России продвинулись далеко на юг и потребовалось создание оборонительных сооружений значительно южнее, эти работы прекратились. В 1630—1650 годах была построена Белгородская черта, которая пролегла на 300—400 км южнее Большой засечной черты и стала эффективной передовой линией обороны.